# Evento anóxico

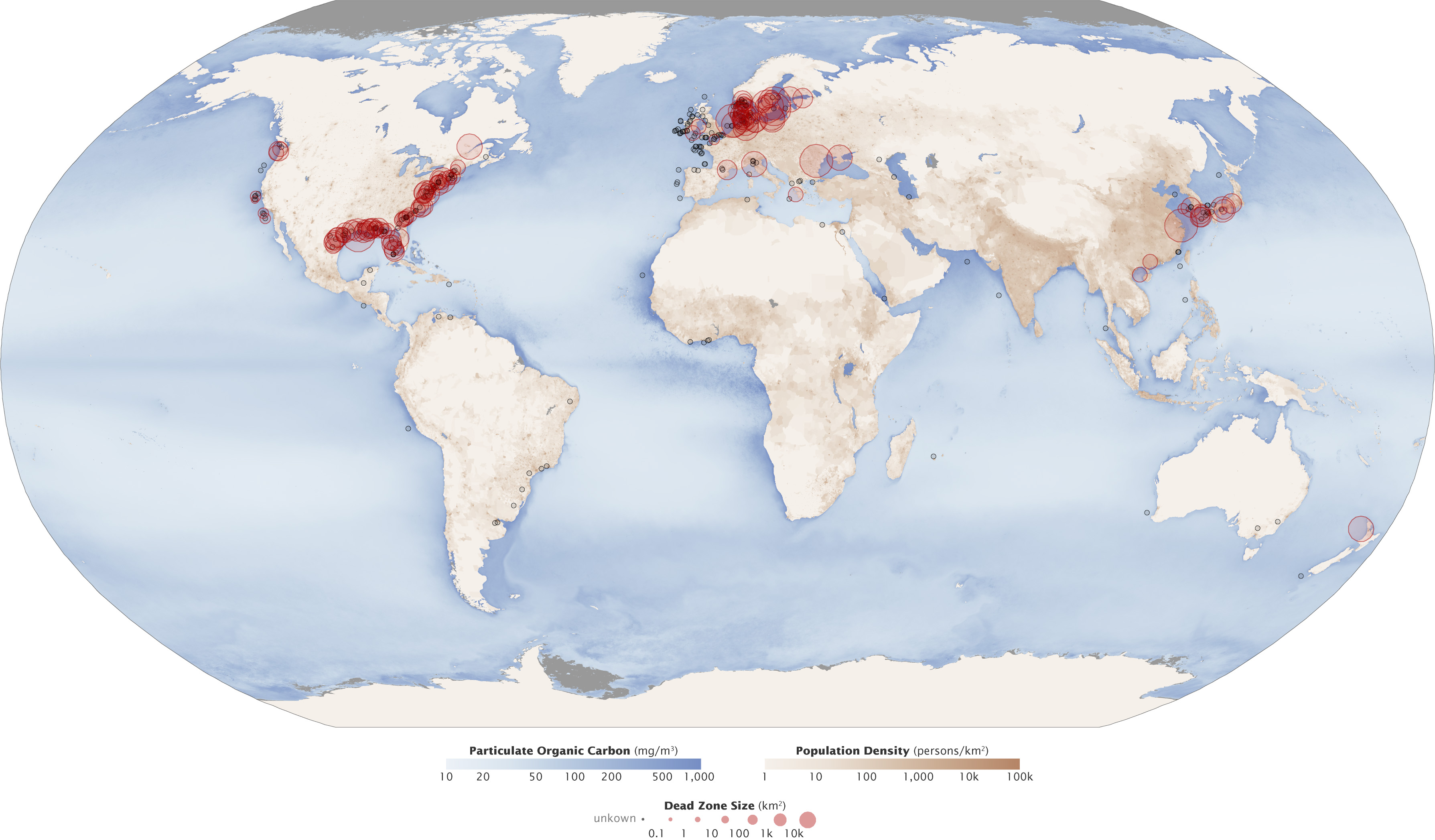
Los círculos rojos indican los sitios y dimensiones de numerosas zonas muertas.
Los puntos negros indican zonas oceánicas muertas de dimensión desconocida.
El tamaño y número de zonas marítimas muertas donde las aguas de las profundidades poseen tan escaso contenido de oxígeno disuelto que las criaturas marinas no pueden vivir ha crecido de manera exponencial durante el último medio siglo. – NASA Earth Observatory

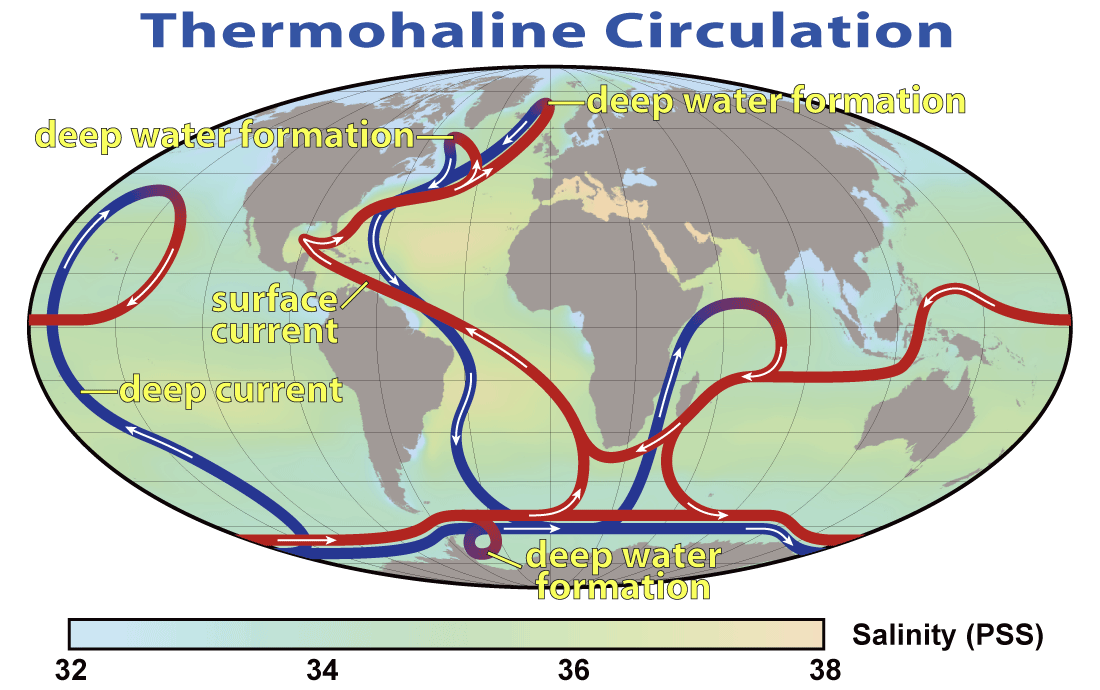
Mapamundi que muestra las interdependencias de regiones transnacionales sobre las corrientes marinas.

Un evento oceánico anóxico o evento anóxico es un período en el pasado de la Tierra durante el cual en sectores de los océanos se agotó el oxígeno (O2) en grandes áreas geográficas. Durante algunos de estos eventos, se produjo euxinia y por ello las aguas tuvieron concentraciones de ácido sulfhídrico, H
2S. Si bien no han ocurrido eventos anóxicos por millones de años, los registros geológicos muestran que en el pasado ocurrieron varias veces. Los eventos anóxicos coincidieron con varias extinciones masivas y pueden haber contribuido a ellas. Estas extinciones en masa incluyen algunas que los geobiólogos utilizan como marcadores temporales para fechado bioestratográfico. Muchos geólogos creen que los eventos anóxicos oceánicos están fuertemente relacionados con la desaceleración de la circulación oceánica, el calentamiento climático y los niveles elevados de gases de efecto invernadero. Los investigadores han teorizado que el vulcanismo  con el lanzamiento de CO 2   como el "disparador externo central para la euxinia".

## Introducción
El concepto del evento anóxico oceánico (EAO) fue propuesto por primera vez en 1976 por Seymour Schlanger (1927-1990) y el geólogo Hugh Jenkyns y surgió de los descubrimientos realizados por el Proyecto de perforación de aguas profundas (DSDP- Deep Sea Drilling Project) en el océano Pacífico. Fue el hallazgo de lutitas negras ricas en carbono en sedimentos cretácicos que se habían acumulado en mesetas volcánicas submarinas (Shatsky Rise, Manihiki Plateau), junto con el hecho de que eran idénticas en edad con depósitos similares extraídos del océano Atlántico y conocidos por afloramientos en Europa, particularmente en el registro geológico de los Apeninos muy ricos en piedra caliza en Italia, lo que llevó a la comprensión de que estos estratos similares generalizados registraron condiciones de agotamiento de oxígeno altamente inusuales en el océano durante varios períodos discretos de tiempo geológico.
Las investigaciones sedimentológicas de estos sedimentos ricos en materia orgánica, que han continuado hasta nuestros días, generalmente revelan la presencia de laminaciones finas no perturbadas por la fauna que habita en el fondo, lo que indica condiciones anóxicas en el fondo del mar, que se cree que coinciden con una capa venenosa de sulfuro de hidrógeno. Además, estudios geoquímicos orgánicos detallados han revelado recientemente la presencia de moléculas (los llamados biomarcadores) que derivan tanto de las bacterias púrpura del azufre como de las bacterias verde del azufre: organismos que requerían tanto luz como sulfuro de hidrógeno (H2S) libre, lo que indica que las condiciones anóxicas se extendieron hacia arriba hacia la columna de agua superior iluminada por la luz solar.
Actualmente hay varios lugares en la tierra que exhiben las características de eventos anóxicos en una escala localizada, tales como las floraciones de algas / bacterias y las "zonas muertas" localizadas. Existen zonas muertas frente a la costa este de los Estados Unidos en la bahía de Chesapeake, en el estrecho escandinavo Kattegat, en el mar Negro (que puede haber sido anóxico en sus niveles más profundos durante milenios), en el norte del Adriático, así como una zona muerta frente a la costa de Luisiana. La actual abundancia de medusas en todo el mundo a veces es considerada como un primer indicio de un evento anóxico. Otras zonas marinas muertas han aparecido en aguas costeras de América del Sur, China, Japón y Nueva Zelanda. Un estudio de 2008 contó 405 zonas muertas en todo el mundo.
Solo a partir de finales del siglo XX se ha comenzado a comprender este fenómeno. El puñado de eventos anóxicos conocidos y sospechosos se han relacionado geológicamente con la producción a gran escala de las reservas mundiales de petróleo en bandas mundiales de esquisto negro en el registro geológico. Del mismo modo, las altas temperaturas relativas que se cree están vinculadas a los llamados "eventos de súper efecto invernadero".

### Euxinia
Los eventos anóxicos oceánicos con condiciones euxínicas (es decir, sulfídicas) se han relacionado con episodios extremos de desgasificación volcánica. Por lo tanto, el vulcanismo contribuyó a la acumulación de CO2 en la atmósfera, aumentó las temperaturas globales, causando un ciclo hidrológico acelerado que introdujo nutrientes en los océanos para estimular la productividad planctónica. Estos procesos potencialmente actuaron como desencadenantes de euxinia en cuencas restringidas donde pudiera desarrollarse la estratificación de la columna de agua. Bajo condiciones anóxicas a euxínicas, el fosfato oceánico no es retenido en el sedimento y, por lo tanto, puede liberarse y reciclarse, lo que ayuda a una elevada productividad continua.

## Mecanismo
En general, se cree que las temperaturas a lo largo de todo el Jurásico y el Cretácico fueron relativamente cálidas y, en consecuencia, los niveles de oxígeno disuelto en el océano eran menores que hoy, lo que hace que la anoxia fuera más fácil de ocurrir. Sin embargo, se requieren condiciones más específicas para explicar los eventos anóxicos oceánicos de corto período (menos de un millón de años). Existen dos hipótesis principales y variaciones sobre ellas que intentan explicar el mecanismo.
Una hipótesis sugiere que la acumulación anómala de materia orgánica se relaciona con su preservación mejorada en condiciones restringidas y pobremente oxigenadas, que en sí mismas eran función de la geometría particular de la cuenca oceánica: tal hipótesis, aunque fácilmente aplicable al relativamente estrecho Atlántico Cretácico temprano (que podría compararse con un Mar Negro a gran escala, solo mal conectado con el Océano Mundial), no explica la aparición de lutitas negras covaladas en mesetas del Pacífico abierto y mares de plataforma en todo el mundo. Hay sugerencias, nuevamente desde el Atlántico, de que un cambio en la circulación oceánica fue responsable, donde las aguas cálidas y saladas en latitudes bajas se volvieron hipersalinas y se hundieron para formar una capa intermedia, a una profundidad de 500 a 1,000 m, con una temperatura de 20 °C a 25 °C.
La segunda hipótesis sugiere que los eventos anóxicos oceánicos produjeron un cambio importante en la fertilidad de los océanos que resultó en un aumento del plancton de paredes orgánicas (incluidas las bacterias) a expensas del plancton calcáreo, como los cocolitos y los foraminíferos. Tal flujo acelerado de materia orgánica habría expandido e intensificado las zonas de mínimo oxígeno, mejorando aún más la cantidad de carbono orgánico que ingresa al registro sedimentario. Esencialmente, este mecanismo supone un aumento importante en la disponibilidad de nutrientes disueltos como nitrato, fosfato y posiblemente hierro para la población de fitoplancton que vive en las capas iluminadas de los océanos.
Para que se produjera un aumento de este tipo, habría sido necesario un flujo acelerado de nutrientes derivados de la tierra, junto con una corriente ascendente vigorosa, lo que requeriría un cambio climático importante a escala mundial. Los datos geoquímicos de las proporciones de isótopos de oxígeno en sedimentos y fósiles de carbonato, y las proporciones de magnesio / calcio en los fósiles, indican que todos los eventos anóxicos oceánicos importantes se asociaron con máximos térmicos, lo que hace probable que las tasas de meteorización global y el flujo de nutrientes a los océanos fueran en aumento durante estos intervalos. De hecho, la solubilidad reducida del oxígeno conduciría a la liberación de fosfato, alimentando aún más el océano y alimentando una alta productividad, por lo tanto, una alta demanda de oxígeno, lo que mantiene el evento a través de una retroalimentación positiva.
Otra forma de ver los eventos anóxicos oceánicos es suponer que la tierra libera un gran volumen de dióxido de carbono durante un intervalo de vulcanismo intenso; las temperaturas globales aumentan debido al efecto invernadero; aumentan las tasas globales de meteorización y el flujo de nutrientes fluviales; aumenta la productividad orgánica en los océanos; aumenta el entierro de carbono orgánico en los océanos (comienza EAO); el dióxido de carbono se reduce debido al entierro de materia orgánica y a la erosión de las rocas de silicato (efecto invernadero inverso); las temperaturas globales caen, y el sistema océano-atmósfera vuelve al equilibrio (termina EAO).
De esta manera, un evento anóxico oceánico puede verse como la respuesta de la Tierra a la inyección de dióxido de carbono en exceso en la atmósfera y la hidrosfera. Una prueba de esta noción es observar la edad de las grandes provincias ígneas (GPI), cuya extrusión presumiblemente habría estado acompañada de una rápida expulsión de grandes cantidades de gases volcánicos como el dióxido de carbono. Curiosamente, las edades de tres GPI (basalto de inundación Karoo-Ferrar, provincia ígnea grande del Caribe, meseta de Ontong Java) se correlacionan increíblemente bien con la de los eventos anóxicos oceánicos jurásicos y tempranos del Cretácico (principios del  Aptio y el Cenomiano-Turoniano), indicando que un enlace causal es factible.

## Ocurrencia
Los eventos anóxicos oceánicos se produjeron con mayor frecuencia durante períodos de clima muy cálido, caracterizados por altos niveles de dióxido de carbono (CO2) y temperaturas medias de la superficie, probablemente superiores a 25 °C. Por comparación los niveles cuaternarios, el período actual, es de solo 13 °C. Tales aumentos en la concentración de dióxido de carbono pueden haber sido en respuesta a una gran desgasificación del gas natural altamente inflamable (metano) que algunos llaman un "eructo oceánico". Grandes cantidades de metano están normalmente encerradas en la corteza terrestre en las mesetas continentales en los numerosos reservorios que consisten en compuestos de hidrato de metano, una combinación sólida precipitada de metano y agua muy parecida al hielo. Debido a que los hidratos de metano son inestables, excepto a temperaturas frías y altas presiones (como las que se existen a grandes profundidades), los científicos han observado "eructos" más pequeños debido a eventos tectónicos. Los estudios sugieren que la gran liberación de gas natural podría ser un desencadenante climatológico importante, ya que el metano es un gas de efecto invernadero muchas veces más poderoso que el dióxido de carbono. Sin embargo, la anoxia también abundaba durante la era de hielo Hirnantiano (Ordovícico tardío).
Los eventos anóxicos oceánicos han sido reconocidos principalmente durante los períodos cálidos del Cretácico y Jurásico, cuando se han documentado numerosos ejemplos,  pero se ha sugerido que ocurrieron eventos con anterioridad el Triásico tardío, Pérmico, Devónico (evento de Kellwasser), Ordovícico y Cámbrico.
El Máximo Térmico del Paleoceno–Eoceno (PETM), que estuvo caracterizado por un aumento global de la temperatura y deposición de 
lutitas ricas en materia orgánica en algunos mares de plataforma, posee numerosas similitudes con los eventos anóxicos oceánicos.
Por lo general, los eventos anóxicos oceánicos duraron menos de un millón de años, antes de alcanzar plena recuperación.

## Consecuencias
Los eventos anóxicos oceánicos han tenido muchas consecuencias importantes. Se cree que han sido responsables de extinciones masivas de organismos marinos tanto en el Paleozoico como en el Mesozoico. Los primeros eventos anóxicos de Toarcia y Cenomanian-Turonian se correlacionan con los eventos de extinción del Toarciano y Cenomaniano-Turoniano de formas de vida principalmente marinas. Además de los posibles efectos atmosféricos, muchos organismos marinos que habitan más profundamente no podían adaptarse a un océano donde el oxígeno penetraba solo en las capas superficiales.
Una consecuencia económica significativa de los eventos anóxicos oceánicos es el hecho de que las condiciones imperantes en muchos océanos mesozoicos han ayudado a producir la mayoría de las reservas mundiales de petróleo y gas natural. Durante un evento anóxico oceánico, la acumulación y preservación de materia orgánica fue mucho mayor de lo normal, lo que permitió la generación de rocas fuente de petróleo en muchos entornos en todo el mundo. En consecuencia, alrededor del 70 por ciento de las rocas fuente de petróleo son del Mesozoico, y otro 15 por ciento data del Paleógeno cálido: solo raramente en períodos más fríos las condiciones fueron favorables para la producción de rocas fuente en algo más que a escala local.

### Efectos atmosféricos
Un modelo desarrollado por Lee Kump, Alexander Pavlov y Michael Arthur en 2005 sugiere que los eventos anóxicos oceánicos pueden haberse caracterizado por una corriente de agua rica en gas de sulfuro de hidrógeno altamente tóxico, que luego fue liberado a la atmósfera. Este fenómeno probablemente habría envenenado plantas y animales y causado extinciones masivas. Además, se ha propuesto que el sulfuro de hidrógeno se elevó a la atmósfera superior y atacó la capa de ozono, que normalmente bloquea la radiación ultravioleta mortal del Sol. El aumento de la radiación UV causada por este agotamiento del ozono habría amplificado la destrucción de la vida vegetal y animal. Las esporas fósiles de los estratos que registran el evento de extinción del Pérmico-Triásico muestran deformidades consistentes con la radiación UV. Esta evidencia, combinada con biomarcadores fósiles de bacterias verdes del azufre, indica que este proceso podría haber jugado un papel en ese evento de extinción en masa, y posiblemente en otros eventos de extinción. El desencadenante de estas extinciones masivas parece ser un calentamiento del océano causado por un aumento de los niveles de dióxido de carbono a aproximadamente 1000 partes por millón.

### Efectos sobre la química de los océanos
Es de esperar que niveles bajos de oxígeno conduzcan a mayores concentraciones de metales sensibles a redox en el agua de mar. La disolución reductora de los oxihidróxidos de hierro-manganeso en los sedimentos del fondo marino en condiciones de bajo oxígeno liberaría esos metales y los metales traza asociados. La reducción de sulfato en tales sedimentos podría liberar otros metales tales como el bario. Cuando las aguas profundas anóxicas ricas en metales pesados ingresaron a las plataformas continentales y encontraron un aumento en los niveles de O2, se habría producido la precipitación de algunos de los metales, así como la intoxicación de la biota local. En el evento tardío del Silúrico a mediados de Pridoliense, se observan aumentos en los niveles de Fe, Cu, As, Al, Pb, Ba, Mo y Mn en sedimentos de aguas poco profundas y microplancton; esto se asocia con un marcado aumento en la tasa de malformación en los quitinozoos y otros tipos de microplancton, probablemente debido a la toxicidad del metal. Se ha informado un enriquecimiento de metales similar en sedimentos del evento Ireviken de mediados del Silúrico.

## Eventos anóxicos en la historia de la Tierra

### Cretácico
Las condiciones sulfídicas (o euxínicas), que existen hoy en día en muchos cuerpos de agua desde estanques hasta varios mares mediterráneos rodeados de tierra, como el Mar Negro, prevalecieron particularmente en el Atlántico Cretácico, pero también caracterizaron otras partes de los océanos del mundo. En un mar sin hielo de estos supuestos mundos de súper invernadero, en algunas épocas las aguas oceánicas tuvieron niveles hasta 200 metros más elevados que hoy en día. Durante el período de tiempo en cuestión, se cree que las placas continentales estuvieron bien separadas, y las montañas que conocemos hoy no existían por lo que paisajes en general fueron mucho más bajos, e incluso los climas de medio super invernadero fueron eras de erosión hídrica altamente acelerada que transportaban grandes cantidades de nutrientes a los océanos del mundo alimentando una población explosiva de microorganismos y sus especies de depredadores en las capas superiores oxigenadas.
Estudios estratográficos detallados de lutitas negras cretáceas de muchas partes del mundo han indicado que dos eventos anóxicos oceánicos (EAO) fueron particularmente significativos en términos de su impacto en la química de los océanos, uno a principios del Aptiano (~ hace 120 millones de años), a veces llamado el Evento Selli (u EAO1a) en honor al geólogo italiano Raimondo Selli (1916–1983), y otro en el límite Cenomanianense-Turoniano (~ hace 93 millones de años), a veces llamado el Evento Bonarelli (u EAO2) en honor al geólogo italiano Guido Bonarelli (1871–1951). El EAO1a duró ~ 1.0 a 1.3 millones de años. La duración de EAO2 se estima en ~ 820 miles de años según un estudio de alta resolución del intervalo EAO2 significativamente ampliado en el sur de Tíbet, China.
Los EAO cretácicos se pueden caracterizar por localidades tipo:
- Se destacan los afloramientos sorprendentes de lutitas negras laminadas dentro de las arcillas de varios colores y las calizas rosadas y blancas cerca de la ciudad de Gubbio en los Apeninos italianos.

- La lutita negra de 1 metro de grosor en el límite de Cenomanianense-Turonianense que surge cerca de Gubbio se denomina "Livello Bonarelli" en honor a la persona que la describió por primera vez en 1891.

### Jurásico
El único evento anóxico oceánico documentado durante el Jurásico tuvo lugar durante los primeros Toarcianos (~ hace 183 millones de años).  Dado que los núcleos DSDP (Deep Sea Drilling Project) u ODP (Ocean Drilling Program) no han recuperado lutitas negras de esta edad, quedando poca o ninguna corteza oceánica toarciana, las muestras de lutitas negras provienen principalmente de afloramientos en tierra. Estos afloramientos, junto con material de algunos pozos petroleros comerciales, se encuentran en todos los continentes principales y este evento parece similar en especie a los dos principales ejemplos del Cretácico.

### Paleozoico
El límite entre los períodos Ordovícico y Silúrico está marcado por períodos repetitivos de anoxia, intercalados con condiciones oxídicas normales. Además, los períodos anóxicos se encuentran durante el Silúrico. Estos períodos anóxicos ocurrieron en un momento de bajas temperaturas globales (aunque el CO2 niveles eran altos), en medio de una glaciación.
Jeppsson (1990) propone un mecanismo por el cual la temperatura de las aguas polares determina el sitio de formación del agua de las corrientes descendentes. Si las aguas próximas a los polos están por debajo de 5 °C, serán lo suficientemente densas como para hundirse, como son frías, el oxígeno es altamente soluble en estas aguas, y el océano profundo será oxigenado. Si las aguas próximas a los polos son más cálidas que 5 °C, su densidad es demasiado baja para que se hundan por debajo de las aguas profundas más frías. Por lo tanto, la circulación termohalina solo puede ser impulsada por la densidad aumentada por el contenido salino, que tiende a formarse en aguas cálidas donde la evaporación es alta. Esta agua tibia puede disolver menos oxígeno y se produce en cantidades más pequeñas, produciendo una circulación lenta con poco oxígeno en aguas profundas. El efecto de esta agua tibia se propaga a través del océano y reduce la cantidad de CO2 que los océanos pueden contener en solución, lo que hace que los océanos liberen grandes cantidades de CO2 a la atmósfera en un tiempo geológicamente corto (decenas o miles de años). Las aguas cálidas también inician la liberación de clatratos, lo que aumenta aún más la temperatura atmosférica y la anoxia de la cuenca.  Retroalimentaciones positivas similares operan durante episodios de polo frío, amplificando sus efectos de enfriamiento.
Los períodos con polos fríos se denominan "episodios P" (abreviatura de primo), y se caracterizan por océanos profundos bioturbados, un ecuador húmedo y tasas de meteorización más altas, y terminan por eventos de extinción, por ejemplo, eventos Ireviken y Lau. Lo inverso es cierto para los "episodios S" (Secundo) óxicos más cálidos, donde los sedimentos oceánicos profundos son típicamente lutitas negras graptolíticas. Un ciclo típico de episodios secundo-primo y el evento subsiguiente generalmente dura alrededor de 3 millones de años.
La duración de los eventos es tan larga en comparación con su inicio porque los factores de realimentación positivos deben ser sobrepasados. El contenido de carbono en el sistema de la atmósfera oceánica se ve afectado por los cambios en las tasas de intemperismo, que a su vez es controlada en gran medida por la lluvia. Debido a que esto está inversamente relacionado con la temperatura en los tiempos de Siluria, el carbono se retira gradualmente durante el calentamiento (CO2 elevado) Episodios S, mientras que lo contrario es cierto durante los episodios P. Además de esta tendencia gradual, se sobreimpresa la señal de los ciclos de Milankovic, que finalmente activan el cambio entre los episodios P y S.